# Ремпель, Мишель
Мише́ль Ре́мпель (англ. Michelle Rempel, урожд. Годен, фр. Godin, р. 1980) — канадский политик. Избрана в канадскую палату общин от федеральной Консервативной партии Канады на выборах 2011 года. Представляет избирательный округ Север центра Калгари.

## Биография
Ремпель имеет степень бакалавра экономики, полученную в Университете Манитобы. До своего избрания депутатом парламента она работала в Калгарийском университете.
До этого Ремпель была председателем окружного исполкома Консервативной партии в округе Калгари — Ноус-Хилл.
15 июля 2013 года была назначена государственным министром по вопросам диверсификации экономики Западной Канады. На тот момент Ремпель стала самой молодой женщиной-министром в Кабинете министров за всю историю Канады — ей было 33 года.
В ноябре 2015 года Ремпель была назначена официальным оппозиционным критиком по вопросам иммиграции, беженцев и гражданства. В этой роли Ремпель выступала в защиту прав человека и в защиту этнических меньшинств.